# Kermesit
Kermesit ist ein eher selten vorkommendes Mineral aus der Mineralklasse der „Sulfide und Sulfosalze“. Es kristallisiert im triklinen Kristallsystem mit der Zusammensetzung Sb2S2O, ist also chemisch gesehen ein sauerstoffhaltiges Antimon-Sulfid.
Kermesit ist durchscheinend bis undurchsichtig und entwickelt meist nadelige bis faserige, radialstrahlige Kristalle und Mineral-Aggregate von kirsch- bis violettroter Farbe bei bräunlichroter Strichfarbe. Die Oberflächen der Kermesitkristalle weisen einen starken Diamant- bis Metallglanz auf.

## Etymologie und Geschichte
Eine erste erkennbare Erwähnung fand das Mineral im 1730 erschienenen Werk Neues und curieuses Bergwercks-Lexicon von Minerophilus Freibergensis (alias Johann Caspar Zeisig) als „Spiß-Glaß“. Zeisig beschreibt es, wenn auch zusammen mit grauem Spießglanz in einem gemeinsamen Eintrag, als „schön rothes Antimonum mit rothen Blumen, als wie Kobald-Blüthe“. Als Fundort gibt Zeisig die Grube „Neue Hoffnung Gottes“ bei Bräunsdorf (Gemeinde Oberschöna) in Sachsen an.
Durch Johann Ernst Hebenstreit wurde das Mineral 1737 als eigenständiges Mineral erkannt und als Stibium rubrum bzw. Rotes Spießglaserz bezeichnet. Abraham Gottlob Werner verkürzt diese Bezeichnung 1789 zu Rotspießglaserz.
Der französische Mineraloge und Chemiker Balthazar Georges Sage (1740–1824) bezeichnete das Mineral 1779 in seinen Aufzeichnungen als Mine d'Antimoine en plumes (Kermes mineral natif, deutsch: natürliches Kermesmineral). Der alte alchemistischer Begriff Kermes leitet sich vom persischen Wort qurmizq oder vom arabischen al-qirmiz ab und war die Bezeichnung für eine rote, aus Insekten gewonnene Farbe. François Sulpice Beudant bezeichnete das Mineral in seinem Werk von 1832 kurz als „Kermès“ bzw. „Antimoine rouge“. Weitere von ihm überlieferte Synonyme sind „Antimonblende“ (nach Jameson 1820) und „Rotes Spiesglanzerz“ (nach Klaproth 1802 auch „Rotspießglanzerz“).
Seinen bis heute gültigen Namen Kermesit erhielt das Mineral schließlich 1843 durch Edward John Chapman (1821–1904).
Da der Kermesit bereits lange vor der Gründung der International Mineralogical Association (IMA) bekannt und als eigenständige Mineralart anerkannt war, wurde dies von ihrer Commission on New Minerals, Nomenclature and Classification (CNMNC) übernommen und bezeichnet den Kermesit als sogenanntes „grandfathered“ (G) Mineral. Die seit 2021 ebenfalls von der IMA/CNMNC anerkannte Kurzbezeichnung (auch Mineral-Symbol) von Kermesit lautet Kem.
Ein Aufbewahrungsort für das Typmaterial des Minerals ist bisher nicht dokumentiert.

## Klassifikation
Bereits in der veralteten 8. Auflage der Mineralsystematik nach Strunz gehörte der Kermesit zur Mineralklasse der „Sulfide und Sulfosalze“ und dort zur Abteilung „Sulfide mit M : S < 1 : 1“, wo er gemeinsam mit Ottemannit im Anhang der „Antimonit-Reihe“ mit der Systemnummer II/C.02 und den Hauptmineralen Bismuthinit, Guanajuatit, Paxit und Stibnit sowie dem inzwischen als Mineralgemenge diskreditierten Horobetsuit steht.
Im zuletzt 2018 überarbeiteten Lapis-Mineralienverzeichnis, das sich im Aufbau noch nach der alten Form der Systematik von Karl Hugo Strunz richtet, erhielt das Mineral die System- und Mineralnummer II/F.11-010. In der Lapis-Systematik entspricht dies der Abteilung „Sulfide mit nichtmetallischem Charakter“, wo Kermesit zusammen mit Cetineit, Ottensit und Sarabauit eine unbenannte Gruppe mit der Systemnummer II/F.11 bildet.
Die von der International Mineralogical Association (IMA) zuletzt 2009 aktualisierte 9. Auflage der Strunz’schen Mineralsystematik ordnet den Kermesit in die Abteilung „Sulfide von Arsen, Alkalien; Sulfide mit Halogeniden, Oxiden, Hydroxiden, H2O“ ein. Dort ist das Mineral in der Unterabteilung „mit O, OH, H2O“ zu finden, wo es als einziges Mitglied eine unbenannte Gruppe mit der Systemnummer 2.FD.05 bildet.
In der vorwiegend im englischen Sprachraum gebräuchlichen Systematik der Minerale nach Dana hat Kermesit die System- und Mineralnummer 02.13.01.01. Das entspricht ebenfalls der Klasse der „Sulfide und Sulfosalze“ und dort der Abteilung „Sulfidminerale“. Dort befindet er sich innerhalb der Unterabteilung „Sulfide – einschließlich Seleniden und Telluriden – Oxisulfide“ als einziges Mitglied in einer unbenannten Gruppe mit der Systemnummer 02.13.01.

## Kristallstruktur
Kermesit kristallisiert triklin in der Raumgruppe P1 (Raumgruppen-Nr. 2) mit den Gitterparametern a = 8,15 Å; b = 10,71 Å; c = 5,78 Å; α = 102,8°; β = 110,6° und γ = 101,0° sowie 4 Formeleinheiten pro Elementarzelle.

## Bildung und Fundorte

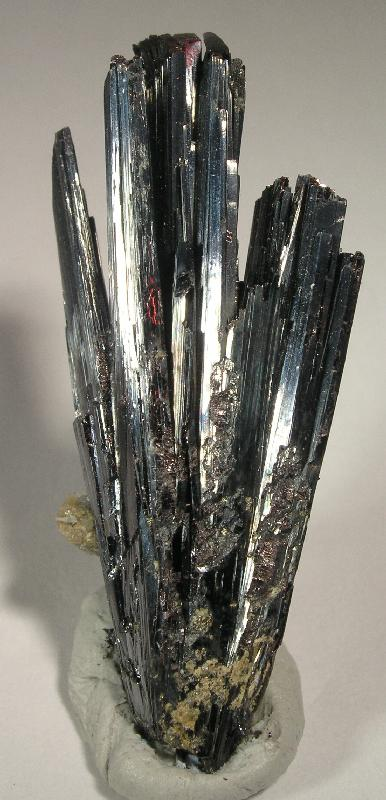
Langnadeliger Kermesit mit starkem, metallischem Glanz aus Kwekwe (Que Que), Midlands, Simbabwe
(Größe: 3,3 cm × 1,3 cm × 0,5 cm)

Kermesit ist ein typisches Sekundärmineral, das durch Verwitterung aus Stibnit in Antimon-Lagerstätten entsteht. Begleitminerale sind daher vor allem Stibnit und gediegen Antimon, aber auch Cervantit, Senarmontit, Stibiconit und Valentinit.
Als eher seltene Mineralbildung kann Kermesit an verschiedenen Fundorten zum Teil zwar reichlich vorhanden sein, insgesamt ist er aber wenig verbreitet. Weltweit sind bisher rund 240 Vorkommen dokumentiert (Stand 2024). Außer an seiner Typlokalität Grube Neue Hoffnung Gottes bei Bräunsdorf in Sachsen trat das Mineral in Deutschland noch in der Grube Segen Gottes bei Wiesloch in Baden-Württemberg, in Brandholz/Goldkronach im bayerischen Fichtelgebirge, in den Gruben Claus-Friedrich, Roter Bär, Samson im Bergbaurevier Sankt Andreasberg und Dorothea (auch Dorothea Landeskrone) am Galgenberg bei Clausthal-Zellerfeld (Goslar) sowie in der Grube Hilfe Gottes (Erzbergwerk Grund) nahe Bad Grund (Göttingen) in Niedersachsen, in der Caspari-Zeche bei Uentrop und in einem ehemaligen Steinbruch bei Letmathe (Genna, Helmke) in Nordrhein-Westfalen sowie den Gruben Hoffnung bei Martinsknipp und Apollo bei Raubach in Rheinland-Pfalz zutage.
Bekannt aufgrund außergewöhnlicher Kermesitfunde sind unter anderem Pezinok und Pernek in der Slowakei, wo radialstrahlige Aggregate mit bis zu zehn Zentimeter langen Kristallnadeln gefunden wurden. Immerhin bis zu fünf Zentimeter große Kristalle traten in der Globe and Phoenix Mine bei Kwekwe in Simbabwe zutage.
In Österreich befand sich Kermesit bisher nur in der Antimongrube bei Stadtschlaining im Burgenland, im Hüttenberger Erzberg und in Mineralproben aus dem Abraum beim Bau des Oswaldibergtunnels bei Villach in Kärnten sowie am Wetterbauergraben bei Frohnleiten und in der Umgebung von Mixnitz in der Gemeinde Pernegg an der Mur in der Steiermark.
In der Schweiz kennt man das Mineral nur von wenigen Fundpunkten in der Gemeinde Aranno, im Val Cantina (englisch Cantine Valley) nahe Curio TI und am Monte Pellegrino nahe Miglieglia im Kanton Tessin. Weitere Vorkommen in der Gemeinde Poschiavo im Kanton Graubünden sind bisher nicht verifiziert.
Weitere Fundorte liegen unter anderem in Algerien, Australien, Bolivien, China, Finnland, Frankreich, Griechenland, Iran, Italien, Japan, Kanada, Kirgisistan, Kolumbien, Luxemburg, Mexiko, Neuseeland, Nordmazedonien, Polen, Portugal, Rumänien, Serbien, der Slowakei, Spanien, Südafrika, Tadschikistan, Tschechien, Türkei, Ukraine, im Vereinigten Königreich (England, Schottland, Wales) und den Vereinigten Staaten von Amerika (Alaska, Kalifornien, Idaho, Montana, Nevada, Oregon, Utah, Washington).